# Camp (album)
Camp è il primo album in studio del rapper statunitense Childish Gambino, pubblicato il 15 novembre 2011 per l'etichetta discografica Glassnote Records.

## Descrizione
L'album è stato annunciato nell'ottobre del 2011, all'incirca un mese dopo la pubblicazione del singolo Bonfire, realizzato da Glover in collaborazione con il compositore Ludwig Göransson, conosciuto sul set di Community, per la quale serie Childish Gambino ancora lavorava durante la realizzazione e pubblicazione dell'album. La sua uscita è avvenuta congiuntamente a quella del singolo Heartbeat.
Camp è il racconto atipico di un campo estivo, che Glover narra nei panni del se stesso preadolescente. Il tema di fondo, in realtà, funge da trampolino per lo sfogo di vere e proprie turbe giovanili, legate sia a complessi di inferiorità personali, sia alla costante sensazione di non appartenere alla comunità hip hop mainstream, in aggiunta ai problemi familiari ed alle travagliate relazioni con le donne.

## Accoglienza
La critica si è espressa discretamente nei confronti di Camp, tanto che l'aggregatore di critiche professionali Metacritic ha assegnato all'album un punteggio medio di 69 su 100 come voto.
Il quotidiano britannico Guardian ha dato un parere positivo all'album, premiando l'inventiva di Gambino, che non ha applicato lo stile comico che lo aveva sino ad allora caratterizzato nel mondo della televisione al suo progetto musicale. La sezione musicale della BBC ha elogiato le performance hip hop di Glover, pur ammettendo di nutrire qualche dubbio sulla reale validità dello pseudonimo Childish Gambino, con il sospetto che si tratti semplicemente di un altro personaggio creato da Glover. Chicago Tribune ha invece manifestato esitazioni nell'elogiare l'album, ritenendo che in esso fosse stato inserita una forma non troppo rivisitata della comicità caratteristica di Community. La webzine Pitchfork ha espresso un parere negativo riguardo Camp, sostenendo che Glover si fosse eccessivamente ispirato alla discografia di Kanye West, ignorando diversi altri validi artisti del panorama hip hop conscious e alternative come fonti d'ispirazione cui attingere.

## Tracce
Testi e musiche di Donald Glover e Ludwig Göransson.
1. Outside – 4:30
2. Fire Fly – 3:23
3. Bonfire – 3:13
4. All the Shine – 5:46
5. Letter Home – 1:44
6. Heartbeat – 4:30
7. Backpackers – 3:16
8. Les – 5:17
9. Hold You Down – 4:52
10. Kids – 4:58
11. You See Me – 3:15
12. Sunrise – 3:40
13. That Power – 7:42

Tracce bonus presenti nell'edizione Camp Side D
1. Freaks and Geeks – 3:39
2. My Shine – 3:29
3. Not Going Back – 4:40
4. Longest Text Message – 3:47

Tracce bonus presenti nell'edizione deluxe
1. Freaks and Geeks – 3:39
2. My Shine – 3:29
3. Heartbeat (Treasure Fingers Remix) – 5:31
4. Heartbeat (Oliver Remix) – 4:32

Tracce bonus presenti nell'edizione deluxe per iTunes
1. Heartbeat (Cole Medina Remix) – 6:54

## Formazione

### Musiche
- Donald Glover – voce
- Ludwig Göransson – chitarra, tastiera
- Erik Arvinder – violino
- Thomas Drayton – basso elettrico
- Questlove – batteria
- Janet Leon – voce aggiunta
- Dean – voce aggiunta
- Bedlina Malaika – voce aggiunta
- Whitney Wood – coro

### Produzione
- Donald Glover – produzione
- Ludwig Göransson – produzione
- Chris Scully – direzione artistica
- Ibra Ake – fotografia
- Ryan McClure – ingegnere, missaggio
- Bryan Carringan – ingegnere
- Vlado Meller – master

## Classifiche

### Classifiche settimanali
| Classifica (2011) | Posizione massima |
| ----------------- | ----------------- |
| Australia         | 99                |
| Canada            | 22                |
| Stati Uniti       | 11                |